# Richard Harrison (General)
Sir Richard Harrison, GCB, CMG (* 26. Mai 1837 in Essex; † 25. September 1931 in Galmpton, Brixham, Devon) war ein britischer Offizier der British Army, der als General zwischen 1897 und 1898 Generalquartiermeister (Quartermaster-General to the Forces) und von 1898 bis 1903 Generalinspekteur für das Festungswesen (Inspector-General of Fortifications) war. Er fungierte zudem zwischen 1903 und seinem Tode 1931 als Oberstkommandant der Ingenieurtruppe (Colonel-Commandant of the Royal Engineers).

## Leben
Richard Harrison war der zweite Sohn des Geistlichen Reverend Benjamin John Harrison, der 1833 Rector von Beaumont-cum-Moze in Essex wurde. Nachdem sein Vater bereits am 7. Dezember 1838 verstarb, wurde er Halbwaise. Nach dem Besuch der renommierten Harrow School trat er 1855 als Leutnant (Second Lieutenant) in die Ingenieurtruppe (Royal Engineers) ein und fand in den folgenden Jahrzehnten zahlreiche Verwendungen als Offizier und Stabsoffizier. Er nahm unmittelbar nach seinem Eintritt in die British Army am Krimkrieg teil sowie später am Indischen Aufstand von 1857, am Zweiten Opiumkrieg (1856 bis 1860), am Zulukrieg (1879), am Ersten Burenkrieg (1880 bis 1881) sowie am Anglo-Ägyptischen Krieg (1882). Für seine dortigen Verdienste wurde er 1882 Companion des Order of St Michael and St George (CMG) ernannt.
Harrison wurde am 25. Mai 1889 zum Knight Commander des militärischen Zweiges des Order of the Bath (KCB (Mil)) geschlagen, so dass er fortan das Prädikat „Sir“ führte. Kurz darauf wurde er im Juli 1889 als Generalmajor (Major-General) Kommandant der Royal Military Academy Woolwich (RMAW) und hatte dieses Amt bis April 1890 inne. Im April 1890 löste er Generalmajor Sir Howard Craufurd Elphinstone als Kommandeur des Militärdistrikts West (General Officer Commanding, Western District) in Devonport ab und hatte diesen Posten bis November 1895 inne, woraufhin Generalleutnant Sir Frederick Forestier-Walker ihn ablöste. Auf diesem Posten wurde er 1893 zunächst zum Generalleutnant (Lieutenant-General) sowie 1895 zum General befördert. Im Oktober 1897 wurde er als Nachfolger von General Sir Evelyn Henry Wood Generalquartiermeister (Quartermaster-General to the Forces) und verblieb auf diesem Posten bis zu seiner Ablösung durch General Sir George Stuart White im April 1898.
Zuletzt wurde General Sir Richard Harrison im April 1898 als Nachfolger von Generalleutnant Sir Robert Grant Generalinspekteur für das Festungswesen (Inspector-General of Fortifications). In dieser Verwendung verblieb er bis zu seiner Ablösung durch Generalleutnant William Terence Shone im April 1903. Nach seinem Ausscheiden aus dem aktiven Militärdienst und seinem Eintritt in den Ruhestand wurde er am 26. Juni 1903 zum Knight Grand Cross des militärischen Zweiges des Order of the Bath (GCB) erhoben. Als Nachfolger von Richard Dyott engagierte er sich zudem zwischen 1903 und seinem Tode 1931 als Oberstkommandant der Ingenieurtruppe (Colonel-Commandant of the Royal Engineers). Daraufhin wurde Generalmajor Sir Hubert Livingstone sein Nachfolger als Colonel-Commandant. Er war seit 1870 mit Amy O’Brien verheiratet, Tochter von Oberstleutnant J. Doyle O’Brien.